# أفوريغ (آيت قضني)
أفوريغ هو دُوَّار يقع بجماعة اوناين، إقليم تارودانت، جهة سوس ماسة في المملكة المغربية. ينتمي الدوّار لمشيخة آيت قضني التي تضم 34 دوار. يقدر عدد سكانه بـ 78 نسمة حسب الإحصاء الرسمي للسكان والسكنى لسنة 2004.

## روابط خارجية
- البوابة الوطنية للجماعات الترابية
- المندوبية السامية للتخطيط